# Магалі танзанійський

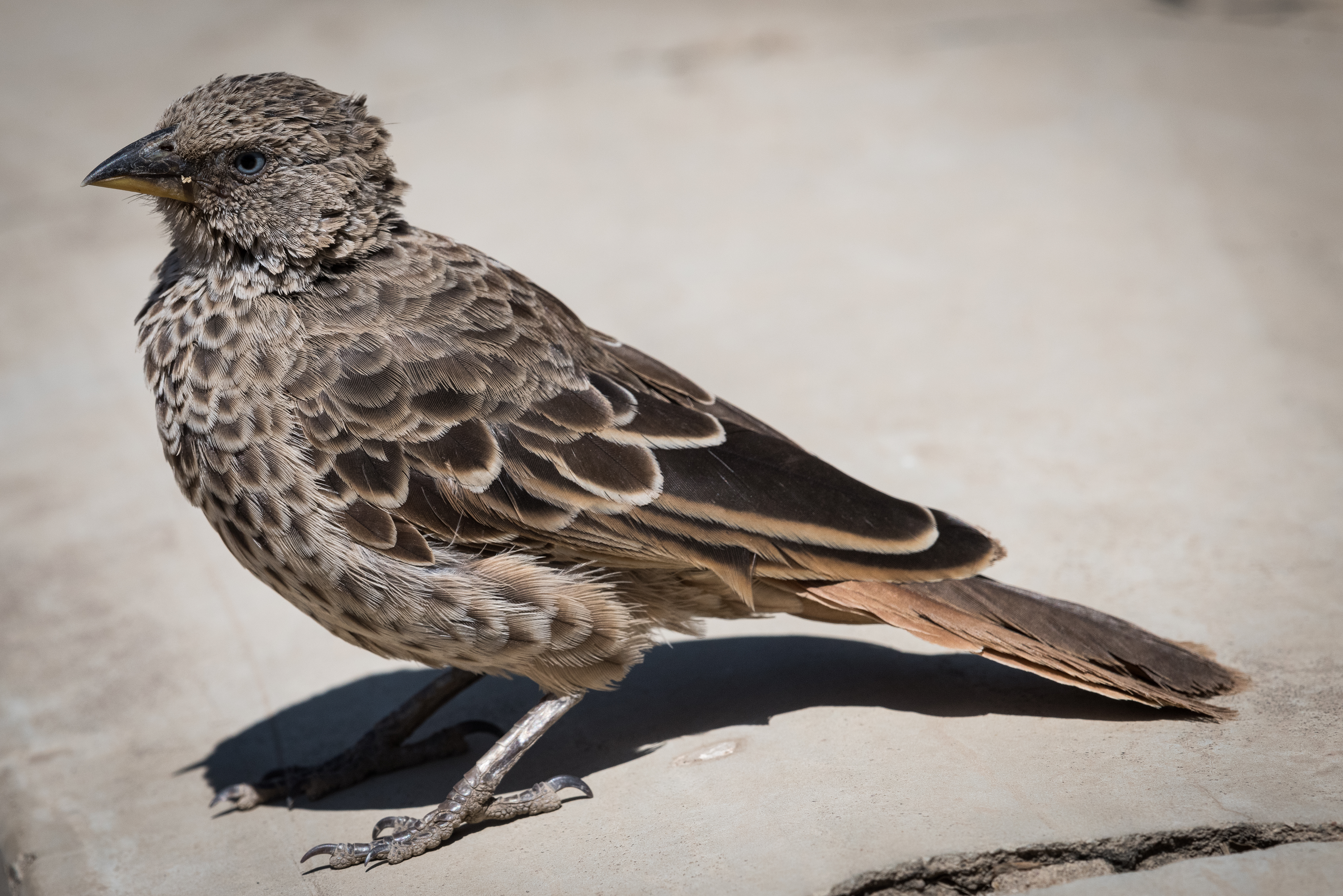
Танзанійський магалі

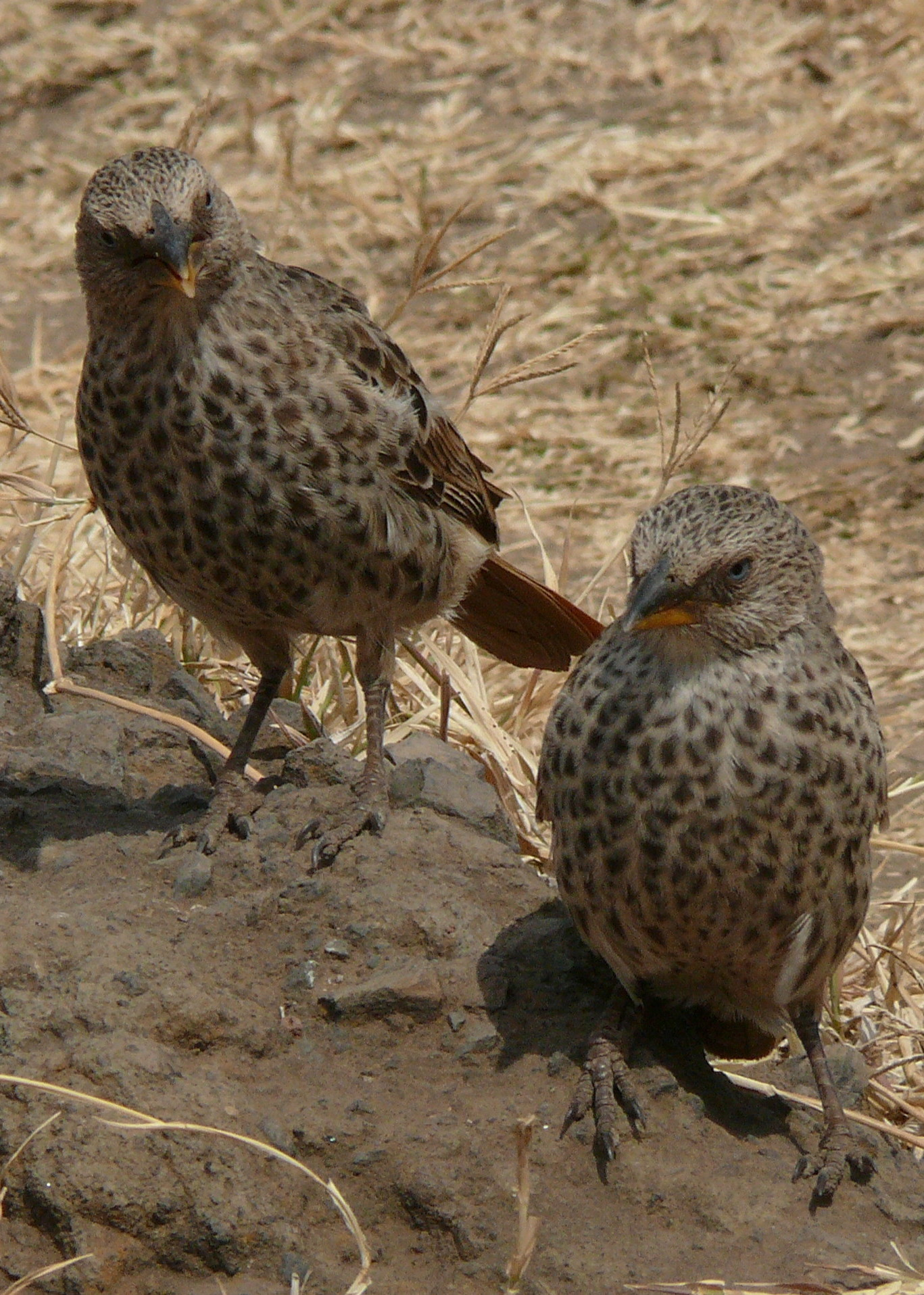
Танзанійські магалі

Мага́лі танзані́йський (Histurgops ruficauda) — вид горобцеподібних птахів родини ткачикових (Ploceidae). Ендемік Танзанії. Це єдиний представник монотипового роду Танзанійський магалі (Histurgops).

## Опис
Довжина птаха становить 20-22 см. Забарвлення коричнювато-сіре, поцятковане численними темними плямками. Крила каштанові або темно-коричневі, гузка і хвіст рудувато-коричневі. Очі блакитні, дзьоб і лапи корничневі. Виду не притаманний статевий диморфізм.

## Поширення і екологія
Танзанійські магалі поширені на північному заході Танзанії, від Національного парку Тарангіре і озера Маньяра до заповідника Нґоронґоро і озера Еясі та до Серенгеті. Вони живуть в саванах і чагарникових заростях. Зустрічаються на висоті від 1100 до 2000 м над рівнем моря. Живляться комахами і плодами, яких шукають на землі. Гніздо кулеподібне з коротким, широким, трубкоподібним входом